# Zjednoczenia Przedsiębiorstw Handlu Spożywczego
Zjednoczenia Przedsiębiorstw Handlu Spożywczego – jednostka organizacyjna Ministerstwa Handlu Wewnętrznego i Usług istniejąca w latach 1974–1980, powstała poprzez grupowanie przedsiębiorstw handlu spożywczego,  mająca na celu wprowadzenie nowych zasad organizacji i funkcjonowania zjednoczeń, poprzez zwiększenie ich udziału w opracowania narodowych planów gospodarczych i zaspakajania potrzeb społecznych oraz oparcia zarządzania na kryteriach ekonomicznych.

## Powołanie Zjednoczenia
Na podstawie uchwały Rady Ministrów z 1974 r. w sprawie utworzenia Zjednoczenia Przedsiębiorstw Handlu Spożywczego ustanowiono Zjednoczenie. Zjednoczenie powstało w drodze przekształcenia Centrali Spożywczej.
Nadzór nad Zjednoczeniem sprawował Minister Handlu Wewnętrznego i Usług.

## Zadania Zjednoczenia
Podstawowym zadaniem Zjednoczenia było organizowanie rynku wewnętrznego artkułów spożywczych, a w szczególności:
- opracowanie prognoz rozwoju branży spożywczej,
- przewidywania popytu i kształtowanie struktury konsumpcji,
- planowania racjonalnego rozwoju sprzedaży artykułów spożywczych i przemysłowych codziennego zapotrzebowania,
- rozwijanie i unowocześnianie bazy materialno-technicznej,
- usprawnienie form  i techniki sprzedaży,
- ustalania zasad składowania towarów i tworzenie zapasów towarów oraz gospodarowania nimi,
- rozwijanie i wdrażanie postępu organizacyjno-technicznego i ekonomicznego w zgrupowanych przedsiębiorstwach,
- organizowania szkolenia zawodowego i poprawy warunków socjalno-bytowych pracowników.

Zjednoczenie  mogło prowadzić działalność produkcyjną i pomocniczą w zakresie niezbędnym do zapewnienia wykonania zadań Zjednoczenia oraz usługową w zakresie branży.
Koszty utrzymania Centrali Zjednoczenia pokrywane były z wpłat wnoszonych przez przedsiębiorstwa.

## Przedsiębiorstwa zgrupowane w Zjednoczeniu
- Stołeczne Przedsiębiorstwo Handlu Spożywczego w Warszawie,
- Krakowskie Przedsiębiorstwo Handlu Spożywczego w Krakowie,
- Łódzkie Przedsiębiorstwo Handlu Spożywczego w Łodzi,
- Wrocławskie Przedsiębiorstwo Handlu Spożywczego we Wrocławiu,
- Wojewódzkie Przedsiębiorstwo Handlu Spożywczego w Białymstoku,
- Wojewódzkie Przedsiębiorstwo Handlu Spożywczego w Bydgoszczy,
- Wojewódzkie Przedsiębiorstwo Handlu Spożywczego w Gdańsku,
- Wojewódzkie Przedsiębiorstwo Handlu Spożywczego w Katowicach,
- Wojewódzkie Przedsiębiorstwo Handlu Spożywczego w Kielcach,
- Wojewódzkie Przedsiębiorstwo Handlu Spożywczego w Koszalinie,
- Wojewódzkie Przedsiębiorstwo Handlu Spożywczego w Krakowie,
- Wojewódzkie Przedsiębiorstwo Handlu Spożywczego w Lublinie,
- Wojewódzkie Przedsiębiorstwo Handlu Spożywczego w Łodzi,
- Wojewódzkie Przedsiębiorstwo Handlu Spożywczego w Olsztynie,
- Wojewódzkie Przedsiębiorstwo Handlu Spożywczego w Opolu,
- Wojewódzkie Przedsiębiorstwo Handlu Spożywczego w Poznaniu,
- Wojewódzkie Przedsiębiorstwo Handlu Spożywczego w Rzeszowie,
- Wojewódzkie Przedsiębiorstwo Handlu Spożywczego w Szczecinie,
- Wojewódzkie Przedsiębiorstwo Handlu Spożywczego w Warszawie,
- Wojewódzkie Przedsiębiorstwo Handlu Spożywczego w we Wrocławiu,
- Wojewódzkie Przedsiębiorstwo Handlu Spożywczego w Zielonej Górze,
- Przedsiębiorstwo Obrotu Spożywczymi Towarami Importowanymi.

## Zniesienie Zjednoczenia
Na podstawie uchwały Rady Ministrów z 1980 r. w sprawie utraty mocy obowiązującej niektórych aktów prawnych ogłoszonych w Monitorze Polskim zlikwidowano Zjednoczenie.  